# روني (لاعب كرة قدم مواليد 1977)
روني هو لاعب كرة قدم برازيلي في مركز الوسط، ولد في 6 نوفمبر 1977 في لفراس في البرازيل. لعب مع نادي أمريكا ونادي زغرب ونادي شيروكي برييغ.